# كأس إستونيا 2011–12
كأس إستونيا 2011–12 (بالإستونية: Eesti jalgpalli 2011/2012. aasta karikavõistlused)‏ هو الموسم 20 من كأس إستونيا. أقيم خلال الفترة 2 أغسطس 2011 وحتى 26 مايو 2012، وأشرف على تنظيمه اتحاد إستونيا لكرة القدم، وكان عدد الأندية المشاركة فيه 90، وفاز فيه ليفاديا تالين.